# قاعة الليدي مارغريت
قاعة الليدي مارغريت (بالإنجليزية: Lady Margaret Hall)‏ هي إحدى الكليات المكونة لجامعة أكسفورد في إنجلترا، وتقع على ضفة نهر شيرويل في حدائق نورهام في شمال أكسفورد وبجوار حدائق الجامعة.